# Cinnadenia malayana
Cinnadenia malayana är en lagerväxtart som beskrevs av André Joseph Guillaume Henri Kostermans. Cinnadenia malayana ingår i släktet Cinnadenia och familjen lagerväxter. Inga underarter finns listade i Catalogue of Life.